# Uxbridge (stanice metra v Londýně)
Uxbridge je stanice metra v Londýně, otevřená roku 1904. V letech 1910-1933 se stanice nacházela na District Line. Dnes se nachází na dvou linkách:
- Metropolitan Line a Piccadilly Line (zde obě linky končí, před touto stanicí je Hillingdon)

| Rok  | Počet cestujících |
| ---- | ----------------- |
| 2011 | 6,91 mil          |
| 2012 | 7,18 mil          |
| 2013 | 7,59 mil          |
| 2014 | 8,07 mil          |